# Nejib Derouiche
Nejib Derouiche, né le 18 décembre 1969 à Bizerte, est un homme politique tunisien membre de l'Union patriotique libre.

## Biographie

### Études
Nejib Derouiche effectue ses études primaires et secondaires en Tunisie et les poursuit en France, au sein de grandes écoles d'ingénieurs. Il possède un diplôme d’ingénieur et un master en management avec spécialisation en marketing et finance.

### Carrière professionnelle
Il travaille pendant quinze ans dans la gouvernance et le développement de projets et d'entreprises aux États-Unis et au Moyen-Orient, en particulier dans les domaines des télécommunications, du développement urbain, de la gestion hôtelière, et de la gestion de concessions d'or et de diamants. Il occupe des postes de direction au sein de SIG Combibloc Obeikan Moyen-Orient, interWAVE Communications en Californie et ThyssenKrupp Elevator.

### Carrière politique
Le 2 février 2015, il est nommé au poste de ministre de l'Environnement dans le gouvernement de Habib Essid. Le 22 décembre, il annonce le lancement d'un programme national de propreté estimé à cinquante millions de dinars.